# الانتخابات الإقليمية في قشتالة وليون 2022
جرت الانتخابات الإقليمية في قشتالة وليون لعام 2022 يوم الأحد، 13 فبراير 2022، لانتخاب الكورتيس الحادي عشر لمجتمع الحكم الذاتي في قشتالة وليون. وكانت جميع المقاعد الـ 81 في الكورتيس مطروحة للانتخاب. هذه هي المرة الأولى التي يستخدم فيها رئيس وزراء إقليمي في قشتالة وليون الامتياز الرئاسي للدعوة إلى انتخابات مبكرة.
شهدت الانتخابات السابقة انتصارًا لحزب العمال الاشتراكي الإسباني المعارض (PSOE) لأول مرة منذ عام 1983، لكن حزب الشعب الحاكم (PP) كان قادرًا على انتخاب مرشحه، ألفونسو فرنانديز مانويكو، رئيسًا إقليميًا جديدًا من خلال تشكيله تحالف مع حزب المواطنين الليبراليين (Cs). على الرغم من هذا الترتيب، سرعان ما بدأت التوترات في الظهور بين الشريكين الحاكمين بشأن التعامل مع جائحة فيروس كورونا في المنطقة. وفي مارس 2021، فشل اقتراع بسحب الثقة من حزب العمال الاشتراكي، لكنه أدى بشكل غير مباشر إلى انشقاق أحد المُشرعين في المجلس الدستوري عن المعارضة، تاركًا حكومة حزب الشعب في وضع الأقلية. في وقت لاحق، انتشرت الشائعات حول إمكانية قيام Mañueco بالتخطيط لإجراء انتخابات مبكرة في وقت ما بين شتاء 2021 وربيع 2022، بعد أن سئم التحالف وكذلك للاستفادة من تقدم حزب الشعب في استطلاعات الرأي في أعقاب انتخابات Madrilenian في مايو. في 20 ديسمبر 2021، قام مانييكو بإخراج حزب المواطنين الليبراليين Cs من حكومته ودعا إلى إجراء الانتخابات في 13 فبراير 2022، وأخذ شريكه في الائتلاف على حين غرة، مع نائبه (السابق) فرانسيسكو إيجيا الذي علِم بذلك خلال مقابلة حية.

## ملخص

### النظام الانتخابي
المجلس التشريعي في قشتالة وليون هو المجلس التشريعي المفوض من مجلس واحد لمجتمع الحكم الذاتي في قشتالة وليون، وله سلطة تشريعية في المسائل الإقليمية على النحو المحدد في الدستور الإسباني والقانون القشتالي - الليوني للحكم الذاتي، فضلاً عن القدرة على التصويت بالثقة أو سحب الثقة من رئيس الإقليم.
يجري التصويت في البرلمان على أساس الاقتراع العام، والذي يشمل جميع المواطنين الذين تزيد أعمارهم عن ثمانية عشر عامًا والمسجلين في قشتالة وليون ويتمتعون بحقوقهم السياسية بشكل كامل. بالإضافة إلى ذلك، يُطلب من سكان قشتالة وليون بالخارج التقدم بطلب للتصويت قبل السماح لهم بذلك، وهو نظام يُعرف باسم التصويت «المطلوب» أو تصويت المغتربين (بالإسبانية: Voto rogado)‏. يجري انتخاب جميع أعضاء كورتيس قشتالة وليون باستخدام طريقة هوندت والتمثيل النسبي للقائمة المغلقة، مع عتبة انتخابية تبلغ ثلاثة بالمائة من الأصوات الصالحة - والتي تتضمن بطاقات اقتراع فارغة - يجري تطبيق تلك العتبة الانتخابية في كل دائرة انتخابية. يجري تخصيص المقاعد للدوائر الانتخابية، المقابلة لمقاطعات آبلة، برغش، ليون، بلنسية، شلمنقة، شقوبية، سوريا، بلد الوليد، زامورا، مع تخصيص ثلاثة مقاعد كحد أدنى مبدئيًا لكل منها، بالإضافة إلى عضو إضافي واحد لكل 45000 نسمة. أو جزء أكبر من 22500.
قد يؤدي استخدام طريقة هوندت إلى عتبة فعالة أعلى، اعتمادًا على حجم الدائرة الانتخابية.

### تاريخ الانتخابات
تنتهي فترة المجلس التشريعي في قشتالة وليون بعد أربع سنوات من تاريخ انتخابه السابق، ما لم يتم حله قبل ذلك. يجب إصدار المرسوم الانتخابي في موعد لا يتجاوز اليوم الخامس والعشرين قبل تاريخ انتهاء صلاحية البرلمان وينشر في اليوم التالي في الجريدة الرسمية لقشتالة وليون (BOCYL)، وتُجرى الانتخابات بعد 54 إلى 60 يوما من النشر. أجريت الانتخابات السابقة في 26 مايو 2019، مما يعني أن مدة المجلس التشريعي تنتهي في 26 مايو 2023، ويجب نشر مرسوم الانتخاب في BOCYL في موعد أقصاه 2 مايو 2023، وتحديد آخر موعد انتخابي محتمل للبرلمان يوم السبت، 1 يوليو 2023.
يتمتع الرئيس بصلاحية حل كورتيس قشتالة وليون والدعوة إلى انتخابات مبكرة، شريطة ألا يكون هناك اقتراح بحجب الثقة قيد التنفيذ وألا يحدث الحل سواء أثناء الجلسة التشريعية الأولى أو قبل انقضاء عام واحد منذ الحل السابق. في حالة فشل عملية انتخاب رئيس إقليمي في غضون شهرين من الاقتراع الأول، يجري حل البرلمان تلقائيًا والدعوة إلى انتخابات جديدة.
بحلول عام 2021، أصبحت العلاقة بين الشريكين في الائتلاف الحاكم، حزب الشعب (PP) وحزبالمواطنين (Cs) متوترة لدرجة أن الرئيس ألفونسو فرنانديز مانكو كان يفكر في الدعوة لإجراء انتخابات مبكرة في أواخر العام أو أوائل عام 2022، وذلك للاستفادة من الزخم الذي اكتسبه حزب الشعب في استطلاعات الرأي نتيجة فوزه في انتخابات 2021 الإقليمية في Madrilenian. كان الرئيس حذرًا من أن الأزمة الداخلية لحزب المواطنين، والتي شهدت عددًا من الانشقاقات عن الحزب، يمكن أن تشهد اقتراحًا ناجحًا بسحب الثقة منه، بعد عام سابق غير ناجح. في أكتوبر 2021، لمَّح مانكو إلى إجراء انتخابات إما في 28 نوفمبر أو 12 ديسمبر، على الرغم من أنه تبين لاحقًا أن الانتخابات في ربيع عام 2022 كانت أكثر ترجيحًا. التكهنات بشأن انتخابات مبكرة في الأندلس، مقرونة بانتخابات مبكرة محتملة في مناطق أخرى - مثل أراغون أو مجتمع بلنسية - ألمحت في البداية إلى دعوة انتخابية متزامنة محتملة، لكن رئيس أندلسيا خوان مانويل مورينو أعلن في 30 نوفمبر بأن الانتخابات في أندلسيا لن تُجرى قبل يونيو 2022 يعني أن أي انتخابات مبكرة في قشتالة وليون ستُجرى في وقت سابق. جرى تأكيد ذلك أخيرًا في 20 ديسمبر 2021 عندما أعلن Mañueco إجراء انتخابات مبكرة في 13 فبراير 2022.

## التكوين البرلماني
جرى حل كورتيس قشتالة وليون رسميًا في 21 ديسمبر 2021، بعد نشر مرسوم الحل في الجريدة الرسمية لقشتالة وليون. يوضح الجدول أدناه تكوين الكتل البرلمانية في الكورتيس وقت الحل.
| مجموعات | مجموعات                        | الحزب | الحزب   | المشرعون | المشرعون |
| مجموعات | مجموعات                        | الحزب | الحزب   | مقاعد    | مجموع    |
| ------- | ------------------------------ | ----- | ------- | -------- | -------- |
|         | المجموعة البرلمانية الاشتراكية |       | PSOE    | 35       | 35       |
|         | المجموعة البرلمانية الشعبية    |       | PP      | 29       | 29       |
|         | مجموعة المواطنين البرلمانية    |       | Cs      | 11       | 11       |
|         | مجموعة مختلطة                  |       | بوديموس | 2        | 5        |
|         | مجموعة مختلطة                  | فوكس  | 1       |          | 5        |
|         | مجموعة مختلطة                  | UPL   | 1       |          | 5        |
|         | مجموعة مختلطة                  | XAV   | 1       |          | 5        |
|         | غير محدد                       |       | مستقل   | 1        | 1        |

## الأحزاب والمرشحون
يسمح قانون الانتخابات للأحزاب والاتحادات المسجلة في وزارة الداخلية والائتلافات وتجمعات الناخبين بتقديم قوائم المرشحين. يتعين على الأحزاب والاتحادات التي تعتزم تشكيل ائتلاف قبل الانتخابات إبلاغ مفوضية الانتخابات ذات الصلة في غضون عشرة أيام من الدعوة للانتخابات، في حين تحتاج مجموعات الناخبين إلى تأمين توقيع واحد في المائة على الأقل من الناخبين في الدوائر الانتخابية. ويُمنع الناخبين من التوقيع على أكثر من قائمة واحدة من المرشحين.
فيما يلي قائمة بالأحزاب الرئيسية والتحالفات الانتخابية التي من المحتمل أن تخوض الانتخابات:
| ترشيح | ترشيح                  | الأطراف و التحالفات | المرشح الرئيسي | المرشح الرئيسي          | أيديولوجيا                                                    | النتيجة السابقة       | النتيجة السابقة | Gov.   | Ref.                 |
| ترشيح | ترشيح                  | الأطراف و التحالفات | المرشح الرئيسي | المرشح الرئيسي          | أيديولوجيا                                                    | الأصوات (٪)           | مقاعد           | Gov.   | Ref.                 |
| ----- | ---------------------- | --- | -------------- | ----------------------- | ------------------------------------------------------------- | --------------------- | --------------- | ------ | -------------------- |
|       | PSOE                   | القائمة .. - Spanish Socialist Workers' Party (PSOE) - Spanish Socialist Workers' Party (PSOE) | </img>         | لويس تودانكا            | الديمقراطية الاجتماعية                                        | 34.84٪                | 35              | </img> | [ 26 ]               |
|       | PP                     | القائمة .. - حزب الشعب (PP) - People's Party (PP) | </img>         | ألفونسو فرنانديز مانيكو | التحفظ الديمقراطية المسيحية                                   | 31.50٪                | 29              | </img> | [ 27 ]               |
|       | Cs                     | القائمة .. - مواطنون (Cs) - Citizens–Party of the Citizenry (Cs) | </img>         | فرانسيسكو إيجيا         | الليبرالية                                                    | 14.94٪                | 12              | </img> | [ 28 ]               |
|       | بوديموس– </br> IU – AV | - We Can (Podemos) - United Left of Castile and León (IUCyL) – Communist Party of Castile and León (PCCyL) – The Dawn. Marxist Organization OM (La Aurora (om)) – Republican Left (IR) - Green Alliance (AV)                   | </img>         | بابلو فرنانديز          | الشعبوية اليسارية الديمقراطية المباشرة الاشتراكية الديمقراطية | 7.29٪ [lower-alpha 1] | 2               | </img> | [ 29 ] [ 30 ]        |
|       | فوكس                   | القائمة .. - Vox (Vox) - Vox (Vox) | </img>         | خوان غارسيا غالاردو     | الشعبوية اليمينية التطرف القومي المحافظة الوطنية              | 5.50٪                 | 1               | </img> | [ 31 ]               |
|       | UPL                    | القائمة .. - Leonese People's Union (UPL) - Leonese People's Union (UPL) | </img>         | لويس ماريانو سانتوس     | الإقليمية الاستقلالية                                         | 2.04٪                 | 1               | </img> | [ 32 ]               |
|       | XAV                    | القائمة .. - For Ávila (XAV) - For Ávila (XAV) | </img>         | بيدرو باسكوال           | الإقليمية                                                     | 0.69٪                 | 1               | </img> | [ 33 ]               |
|       | إسبانيا فاكيادا        | القائمة .. - Soria Now! (SY) - Burgos Roots (Burgos Enraíza) - Clean Plateau (Meseta Limpia) - Aprodespa (Aprodespa) - Soria Now! (SY) - Burgos Roots (Burgos Enraíza) - Clean Plateau (Meseta Limpia) - Aprodespa (Aprodespa) | </img>         | Ángel Ceña              | المحلية الريف                                                 | New party             | New party       | </img> | [ 34 ] [ 35 ] [ 36 ] |

في سبتمبر 2021، ظهرت تجمعات المواطنين لما يسمى بـ «إسبانيا الفارغة Empty Spain» ((بالإسبانية: España Vacía)‏ أو España Vaciada)، وهو مصطلح مبتكر للإشارة إلى المقاطعات الإسبانية الريفية قليلة السكان، للبحث عن الصيغ لخوض الانتخابات المقبلة في إسبانيا، مستوحاة من نجاح ترشيح Teruel Existe (بالإسبانية لـ "Teruel Exists ") في الانتخابات العامة في نوفمبر 2019. وبحلول نوفمبر 2021، جرى التأكيد على أن أكثر من 160 جمعية ورابطة من حوالي 30 مقاطعة إسبانية قد التزمت بوضع اللمسات الأخيرة على البرنامج الانتخابي قبل يناير 2022، وأنها ستكون مستعدة لخوض أي انتخابات مبكرة في قشتالة وليون. كما جرى تأكيد ذلك بعد إعلان مانكو عن موعد إجراء الانتخابات لتكون في 13 فبراير 2022، أعلنت «سوريا الآن»! (بالإسبانية: Soria ¡Ya!)، ومنصات Burgos Roots (الإسبانية: Burgos Enraíza) مشاركتها. في 27 ديسمبر، أعلن Clean Plateau (بالإسبانية: Meseta Limpia) وAprodespa عن ترشيح «إسبانيا الفارغة» في مقاطعة بالنسيا، مع الإعلان عن الترشيح في مقاطعة سالامانكا في اليوم التالي، وبلد الوليد في 10 يناير. لكنها استبعدت الترشح في آبلة وليون وسيغوفيا وزامورا.

## الجدول الزمني
التواريخ الرئيسية مذكورة أدناه (جميع الأوقات بتوقيت وسط أوروبا):
- 20 ديسمبر: صدر مرسوم الانتخاب بتوقيع رئيس الجمهورية.[53]
- 21 ديسمبر: الحل الرسمي لمجلس قشتالة وليون التشريعي.
- 24 ديسمبر: التكوين المبدئي للجان الانتخابية في المحافظات والمناطق.
- 31 ديسمبر: الموعد النهائي للأحزاب والاتحادات التي تنوي الدخول في ائتلاف لإبلاغ اللجنة الانتخابية ذات الصلة.
- 10 يناير: الموعد النهائي للأحزاب والاتحادات والائتلافات وتجمعات الناخبين لتقديم قوائم المرشحين إلى اللجنة الانتخابية ذات الصلة.
- 12 يناير: نشر قوائم المرشحين المقدمة مؤقتًا في الجريدة الرسمية لقشتالة وليون (BOCyL).
- 15 يناير: الموعد النهائي للمواطنين المقيدين في سجل الناخبين الغائبين المقيمين في الخارج (CERA) والمواطنين الغائبين مؤقتًا عن إسبانيا للتقدم بطلب للتصويت.
- 16 يناير: الموعد النهائي للأحزاب والاتحادات والائتلافات وتجمعات الناخبين لتصحيح المخالفات في قوائمها.
- 17 يناير: الإعلان الرسمي عن قوائم المرشحين الصالحة المقدمة.
- 18 يناير: نشر القوائم المُعلن عنها في الجريدة الرسمية BOCyL.
- 28 يناير: الانطلاقة الرسمية للدعاية الانتخابية.[22]
- 3 فبراير: الموعد النهائي لتقديم طلب التصويت البريدي.
- 8 فبراير: البدء الرسمي للحظر القانوني لنشر استطلاعات الرأي الانتخابية أو نشرها أو استنساخها والموعد النهائي لمواطني CERA للتصويت بالبريد.
- 9 فبراير: الموعد النهائي لأصوات الناخبين بالبريد والمتغيبين مؤقتا.
- 11 فبراير: اليوم الأخير من الحملة الانتخابية الرسمية والموعد النهائي لمواطني CERA للتصويت في صندوق الاقتراع في المكتب أو القسم القنصلي ذي الصلة.[22]
- 12 فبراير: حظر رسمي لمدة 24 ساعة على الدعاية السياسية قبل الانتخابات العامة (يوم الصمت الانتخابي).
- 13 فبراير: يوم الاقتراع (تفتح مراكز الاقتراع الساعة 9 صباحا وتُغلق الساعة 8 مساءًا أو بمجرد انتهاء الناخبين الحاضرين في طابور في مركز الاقتراع في الساعة 8 مساء). يبدأ العد المؤقت للأصوات على الفور.
- 16 فبراير: الفرز العام للأصوات، بما في ذلك فرز أصوات CERA.
- 19 فبراير: الموعد النهائي لفرز الأصوات من قبل اللجنة الانتخابية المختصة.
- 28 فبراير: الموعد النهائي لإعلان الأعضاء المنتخبين من قبل اللجنة الانتخابية المختصة.
- 9 أبريل: الموعد النهائي لنشر النتائج النهائية في الجريدة الرسمية BOCyL.